# Ferrari SF21
A Ferrari SF21 é o modelo de carro de Fórmula 1 projetado e desenvolvido pela Scuderia Ferrari para a disputa do Campeonato Mundial de Fórmula 1 de 2021, foi pilotado por Charles Leclerc e Carlos Sainz Jr. O SF21 foi lançado em 10 de março de 2021 e sua estreia ocorreu no Grande Prêmio do Barém, a primeira etapa da temporada.
Devido ao impacto da pandemia de COVID-19, os regulamentos técnicos que estavam planejados para serem introduzidos em 2021 foram adiados para 2022. Com isso, sob um acordo entre as equipes e a FIA, os carros com especificações de 2020 — incluindo o SF1000 — tiveram sua vida útil estendida para competir em 2021, com a Ferrari produzindo um chassi atualizado denominado "Ferrari SF21".